# Comune di Tjele
Il comune di Tjele, fino al 1º gennaio 2007 è stato un comune danese situato contea di Viborg, il comune aveva una popolazione di 8 641 abitanti (2005) e una superficie di 273 km². Capoluogo era la cittadina omonima.
Dal 1º gennaio 2007, con l'entrata in vigore della riforma amministrativa, il comune è stato soppresso e accorpato, insieme ai comuni di Bjerringbro, Fjends, Karup e Møldrup al riformato comune di Viborg.